# 田中晴
田中 晴（たなか はる、2005年3月22日 - ）は、日本のサッカー選手。ポジションはゴールキーパー。
品川区立荏原第一中学校から堀越高等学校に進学、3年次には第101回全国高校サッカー選手権東京予選に出場するも準々決勝で敗退した。
2024年8月13日、台湾社会人甲級サッカーリーグのFacebookで公表されたシーズン中の移籍リストの銘伝大学にその名があり、8月17日には銘伝大学足球隊のインスタグラム上で加入が発表された。9月12日には選手登録されたことが公表され、9月14日台湾電力足球隊戦での先発出場により初出場した。